# Петерсен, Вольфганг
Вольфганг Петерсен (нем. Wolfgang Petersen; 14 марта 1941, Эмден — 12 августа 2022, Лос-Анджелес) — немецкий кинорежиссёр, сценарист и продюсер.

## Биография
Вольфганг Петерсен родился 14 марта 1941 года в Эмдене в семье судового брокера. Его детство прошло в Гамбурге, где он посещал школу и окончил гимназию. Уже в это время начинает снимать первые 8 мм фильмы. В 1960—1964 годах — ассистент режиссёра в «Молодом театре» в Гамбурге, где уже в качестве режиссёра ставит свой первый спектакль; посещает актёрскую школу. В 1965—1966 годах изучает театроведение в Западном Берлине и Гамбурге. В 1966—1969 годах учится в Академии кино и телевидения в Западном Берлине. Его часовой дипломный фильм «Я тебя убью, Вольф» (Ich werde dich töten, Wolf) покупает телевидение. Петерсен регулярно снимает телевизионные фильмы (в частности для популярного сериала «Место преступления»), которые пользуются успехом у зрителей и критиков.
В 1974 году он получает премию за фильм «Один из нас двоих» (Einer von uns beiden, 1973). В 1977 году фильм «Последствия» (Die Konsequenz, 1977) с Юргеном Прохновым о гомосексуальных отношениях вносит разлад в систему Первого немецкого телевидения (Баварское телевидение отказывается показывать его на своём канале), но при этом получает большой зрительский резонанс. За границей «Последствия», а также его телефильмы «Аттестат зрелости» (Reifezeugnis, 1977), в котором молодая Настасья Кински исполняет впервые главную роль, и «Чёрное и белое, как дни и ночи» (Schwarz und weiss wie Tage und Nächte, 1978), психотриллер о фанатичном шахматисте (Бруно Ганц), с успехом демонстрируются в кинотеатрах.
В 1980 году по причине его отличной режиссёрской репутации студия «Бавария» (после разногласий с различными американскими режиссёрами) поручает Петерсену ориентированную на международный рынок крупномасштабную постановку фильма «Лодка» (Das Boot, 1981) по роману Лотара-Гюнтера Буххайма. Жёсткий и реалистичный фильм (в кино- и телевариантах) вызывает дискуссию относительно изображения войны подводных лодок, а его успех у зрителя в Западной Германии и за рубежом венчают 6 номинаций на «Оскар» (режиссура, сценарий, камера, монтаж, звук, монтаж звука).
После этого Петерсен режиссирует фильм «Бесконечная история» (Die unendliche Geschichte, 1984) по бестселлеру Михаэля Энде с бюджетом более 50 миллионов немецких марок. Как и в случае с фильмом «Лодка», автор литературного первоисточника дистанцируется от экранизации, что ещё больше повышает зрительский интерес.
С 1984 года Вольфганг Петерсен работал в Голливуде, в частности над киноэкранизацией известного романа Ясутаки Цуцуи «Паприка», по которому несколько лет назад было снято одноимённое аниме.
Скончался 12 августа 2022 года в Лос-Анджелесе от рака поджелудочной железы.

## Фильмография
- 1970 — «Я тебя убью, Вольф» / Ich werde dich töten, Wolf (дипломный фильм)
- 1971 — «Повреждения жести» / Blechschaden (телефильм из серии «Место преступления»)
- 1971 — «Анна и Тото» / Anna und Totò (телефильм)
- 1971 — «Предметы, выброшенные морем» / Strandgut (телефильм из серии «Место преступления»)
- 1972 — «Смог» / Smog (телефильм)
- 1972 — «Охотничье угодье» / Jagdrevier (телефильм из серии «Место преступления»)
- 1972 — «Ночные заморозки» / Nachtfrost (телефильм из серии «Место преступления»)
- 1973 — «Один из нас двоих» / Einer von uns beiden
- 1973 — «Ван дер Фальк и богачи» / Van der Valk und die Reichen (телефильм)
- 1974 — «Уложенный на лопатки» / Aufs Kreuz gelegt (телефильм)
- 1974 — «Город в долине» / Die Stadt im Tal (телефильм)
- 1975 — «Местами гололёд» / Stellenweise Glatteis (телефильм)
- 1975 — «Короткое замыкание» / Kurzschluß (телефильм из серии «Место преступления»)
- 1976 — «Ганс в счастье» / Hans im Glück (телефильм)
- 1976 — «Четверо против банка» / Vier gegen die Bank (телефильм)
- 1977 — «Аттестат зрелости» / Reifezeugnis (телефильм из серии «Место преступления»)
- 1977 — «Плановое упражнение» / Planübung (телефильм)
- 1977 — «Последствия» / Die Konsequenz
- 1978 — «Чёрное и белое, как дни и ночи» / Schwarz und weiß wie Tage und Nächte (телефильм)
- 1981 — «Лодка» / Das Boot
- 1984 — «Бесконечная история» / The Never Ending Story
- 1985 — «Враг мой» / Enemy mine
- 1991 — «Вдребезги» / Shattered
- 1993 — «На линии огня» / In the Line of Fire
- 1995 — «Эпидемия» / Outbreak
- 1997 — «Самолёт президента» / Air Force One
- 2000 — «Идеальный шторм» / The Perfect Storm
- 2004 — «Троя» / Troy
- 2006 — «Посейдон» / Poseidon
- 2016 —  «Четверо против банка[англ.]» / Vier gegen die Bank